# Hrezla (przystanek kolejowy)
Hrezla (ukr. Грезля) – przystanek kolejowy w rejonie korosteńskim, w obwodzie żytomierskim, na Ukrainie. Położony jest na linii z Owrucza do Strefy Wykluczenia, w oddaleniu od skupisk ludzkich. Najbliższą miejscowością są Hładkowyczi.